# Kvalifikace na Mistrovství světa ve fotbale 2002 (UEFA) – skupina 8
Zápasy této kvalifikační skupiny na Mistrovství světa ve fotbale 2002 se konaly v letech 2000 a 2001. Z pěti účastníků si postup na závěrečný turnaj vybojoval vítěz skupiny. Celek na druhém místě hrál baráž.

## Tabulka
| Tým      | Z | V | R | P | GV | GI | +/- | B  |
| -------- | - | - | - | - | -- | -- | --- | -- |
| Itálie   | 8 | 6 | 2 | 0 | 16 | 3  | 13  | 20 |
| Rumunsko | 8 | 5 | 1 | 2 | 10 | 7  | 3   | 16 |
| Gruzie   | 8 | 3 | 1 | 4 | 12 | 12 | 0   | 10 |
| Maďarsko | 8 | 2 | 2 | 4 | 14 | 13 | 1   | 8  |
| Litva    | 8 | 0 | 2 | 6 | 3  | 20 | -17 | 2  |

## Zápasy
| 3. září 2000    |          |                                            |                                        |
| Rumunsko        | 1 – 0    | Litva                                      | Stadium Steaua, Bukurešť diváci: 3 000 |
| Ionel Ganea 88' | (Report) | Tomas Kančelskis 26' Dainius Gleveckas 61' | Stadium Steaua, Bukurešť diváci: 3 000 |

| 3. září 2000                           |          |                                                                    |                                     |
| Maďarsko                               | 2 – 2    | Itálie                                                             | Nepstadium, Budapešť diváci: 51 336 |
| Ferenc Horváth 29' 78' Csaba Fehér 59' | (Report) | Filippo Inzaghi 26' 35' Francesco Totti 61' Demetrio Albertini 89' | Nepstadium, Budapešť diváci: 51 336 |

| 7. října 2000         |          |                                                                       |                                            |
| Litva                 | 0 – 4    | Gruzie                                                                | S Darius & S Girenas, Kaunas diváci: 2 317 |
| Deividas Šemberas 46' | (Report) | Temuri Ketsbaia 19' 35' Georgi Kinkladze 46' Archil Arveladze 84' 90' | S Darius & S Girenas, Kaunas diváci: 2 317 |

| 7. října 2000                                                |          |          |                                       |
| Itálie                                                       | 3 – 0    | Rumunsko | Giuseppe Meazza, Milán diváci: 54 297 |
| Filippo Inzaghi 13' Marco Delvecchio 17' Francesco Totti 42' | (Report) |          | Giuseppe Meazza, Milán diváci: 54 297 |

| 11. října 2000                                                  |          |                                                                                                   |                                          |
| Litva                                                           | 1 – 6    | Maďarsko                                                                                          | S Darius & S Girenas, Kaunas diváci: 498 |
| Nerijus Radžius 4', 60' Orestas Buitkus 71' Tadas Gražiūnas 83' | (Report) | Béla Illés 25' Miklós Fehér 36' 61' 72' István Hamar 51' Ferenc Horváth 67' Krisztián Lisztes 84' | S Darius & S Girenas, Kaunas diváci: 498 |

| 11. října 2000                                                              |          |        |                                   |
| Itálie                                                                      | 2 – 0    | Gruzie | Del Conero, Ancona diváci: 26 000 |
| Valerio Bertotto 36' A. Del Piero 47' (pen.) 87' (pen.) Francesco Totti 76' | (Report) |        | Del Conero, Ancona diváci: 26 000 |

| 24. března 2001                  |          |                                             |                                     |
| Maďarsko                         | 1 – 1    | Litva                                       | Nepstadium, Budapešť diváci: 15 200 |
| Tamás Juhár 65' Vilmos Sebők 70' | (Report) | Dainius Gleveckas 43' Tomas Ražanauskas 74' | Nepstadium, Budapešť diváci: 15 200 |

| 24. března 2001 |          |                                                                    |                                         |
| Rumunsko        | 0 – 2    | Itálie                                                             | Stadium Steaua, Bukurešť diváci: 24 000 |
| Paul Codrea 74' | (Report) | Gianluca Zambrotta 9' Filippo Inzaghi 26' 30' Giuseppe Pancaro 27' | Stadium Steaua, Bukurešť diváci: 24 000 |

| 28. března 2001      |          |                                                             |                                         |
| Gruzie               | 0 – 2    | Rumunsko                                                    | Boris Paichadze, Tbilisi diváci: 27 000 |
| Revaz Kemoklidze 78' | (Report) | Cristian Chivu 43' Cătălin Munteanu 58' 69' Paul Codrea 80' | Boris Paichadze, Tbilisi diváci: 27 000 |

| 28. března 2001                                      |          |                                       |                                     |
| Itálie                                               | 4 – 0    | Litva                                 | Nereo Rocco, Trieste diváci: 14 800 |
| Filippo Inzaghi 17' 64' Alessandro Del Piero 49' 79' | (Report) | Andrius Jokšas 40' Igoris Morinas 77' | Nereo Rocco, Trieste diváci: 14 800 |

| 2. června 2001                                               |          |                                                                 |                                         |
| Rumunsko                                                     | 2 – 0    | Maďarsko                                                        | Stadium Steaua, Bukurešť diváci: 20 526 |
| Marius Niculae 4' 53' Liviu Ciobotariu 40' Cosmin Contra 66' | (Report) | István Hamar 22' Tamás Pető 60' Csaba Fehér 78' Péter Kabát 82' | Stadium Steaua, Bukurešť diváci: 20 526 |

| 2. června 2001            |          |                                                                  |                                         |
| Gruzie                    | 1 – 2    | Itálie                                                           | Boris Paichadze, Tbilisi diváci: 25 000 |
| Giorgi Gakhokidze 80' 81' | (Report) | Marco Delvecchio 45' Alessio Tacchinardi 51' Francesco Totti 67' | Boris Paichadze, Tbilisi diváci: 25 000 |

| 6. června 2001          |          |                                                                      |                                            |
| Litva                   | 1 – 2    | Rumunsko                                                             | S Darius & S Girenas, Kaunas diváci: 4 900 |
| Artūras Fomenka 67' 86' | (Report) | Adrian Ilie 31' Viorel Moldovan 49' Ioanel Ganea 60' Paul Codrea 90' | S Darius & S Girenas, Kaunas diváci: 4 900 |

| 6. června 2001                                                                                          |          |                                                                |                                    |
| Maďarsko                                                                                                | 4 – 1    | Gruzie                                                         | Nepstadium, Budapešť diváci: 7 325 |
| Gábor Halmai 6' János Mátyus 20' 40' Ferenc Horváth 40' Vilmos Sebők 45+2' (pen.) Attila Korsós 56' 62' | (Report) | Georgi Nemsadze 14' Levan Kobiashvili 77' Valeri Abramidze 85' | Nepstadium, Budapešť diváci: 7 325 |

| 1. září 2001                                 |          |                                                                  |                                            |
| Litva                                        | 0 – 0    | Itálie                                                           | S Darius & S Girenas, Kaunas diváci: 5 500 |
| Marius Stankevičius 8' Dainius Gleveckas 16' | (Report) | Fabio Cannavaro 65' Alessio Tacchinardi 67' Giuseppe Pancaro 72' | S Darius & S Girenas, Kaunas diváci: 5 500 |

| 1. září 2001 |          |                                                                                          |                                                          |
| Gruzie | 3 – 1    | Maďarsko                                                                                 | Stdn. Mikheil Meskhi (Lokomotivi), Tbilisi diváci: 8 000 |
| Shota Arveladze 32' Alexander Rekhviashvili 43', 65' Gocha Jamarauli 53' Alexander Iashvili 64' Giorgi Demetradze 90' | (Report) | Tamás Pető 23' János Mátyus 43' Attila Korsós 43' Krisztián Lisztes 56' Gábor Halmai 58' | Stdn. Mikheil Meskhi (Lokomotivi), Tbilisi diváci: 8 000 |

| 5. září 2001      |          |                                                                                        |                                    |
| Maďarsko          | 0 – 2    | Rumunsko                                                                               | Nepstadium, Budapešť diváci: 6 000 |
| Miklós Lendvai 6' | (Report) | Cosmin Contra 5' Adrian Ilie 11' Marius Niculae 27' Mirel Rădoi 60' Cristian Chivu 80' | Nepstadium, Budapešť diváci: 6 000 |

| 5. září 2001               |          |                                                                    |                                                           |
| Gruzie                     | 2 – 0    | Litva                                                              | Stdn. Mikheil Meskhi (Lokomotivi), Tbilisi diváci: 15 000 |
| Alexander Iashvili 81' 87' | (Report) | Robertas Poškus 44' Saulius Mikalajūnas 70' Raimondas Žutautas 76' | Stdn. Mikheil Meskhi (Lokomotivi), Tbilisi diváci: 15 000 |

| 6. října 2001                                |          |                                        |                                     |
| Itálie                                       | 1 – 0    | Maďarsko                               | Ennio Tardini, Parma diváci: 20 805 |
| Alessandro Del Piero 45' Damiano Tommasi 45' | (Report) | Vilmos Sebők 21' Krisztián Lisztes 57' | Ennio Tardini, Parma diváci: 20 805 |

| 6. října 2001        |          |                                                                       |                                         |
| Rumunsko             | 1 – 1    | Gruzie                                                                | Stadium Steaua, Bukurešť diváci: 16 500 |
| Gheorghe Popescu 88' | (Report) | Levan Kobiashvili 25' Alexander Iashvili 55' Levan Tskitishvili 90+3' | Stadium Steaua, Bukurešť diváci: 16 500 |